# Meșcreac, Alba
Meșcreac este un sat în comuna Rădești din județul Alba, Transilvania, România. "Ocolul cu vișini", în germană Weichseldorf, în trad. Se află pe malul stâng al Mureșului, între Aiud și Teiuș.

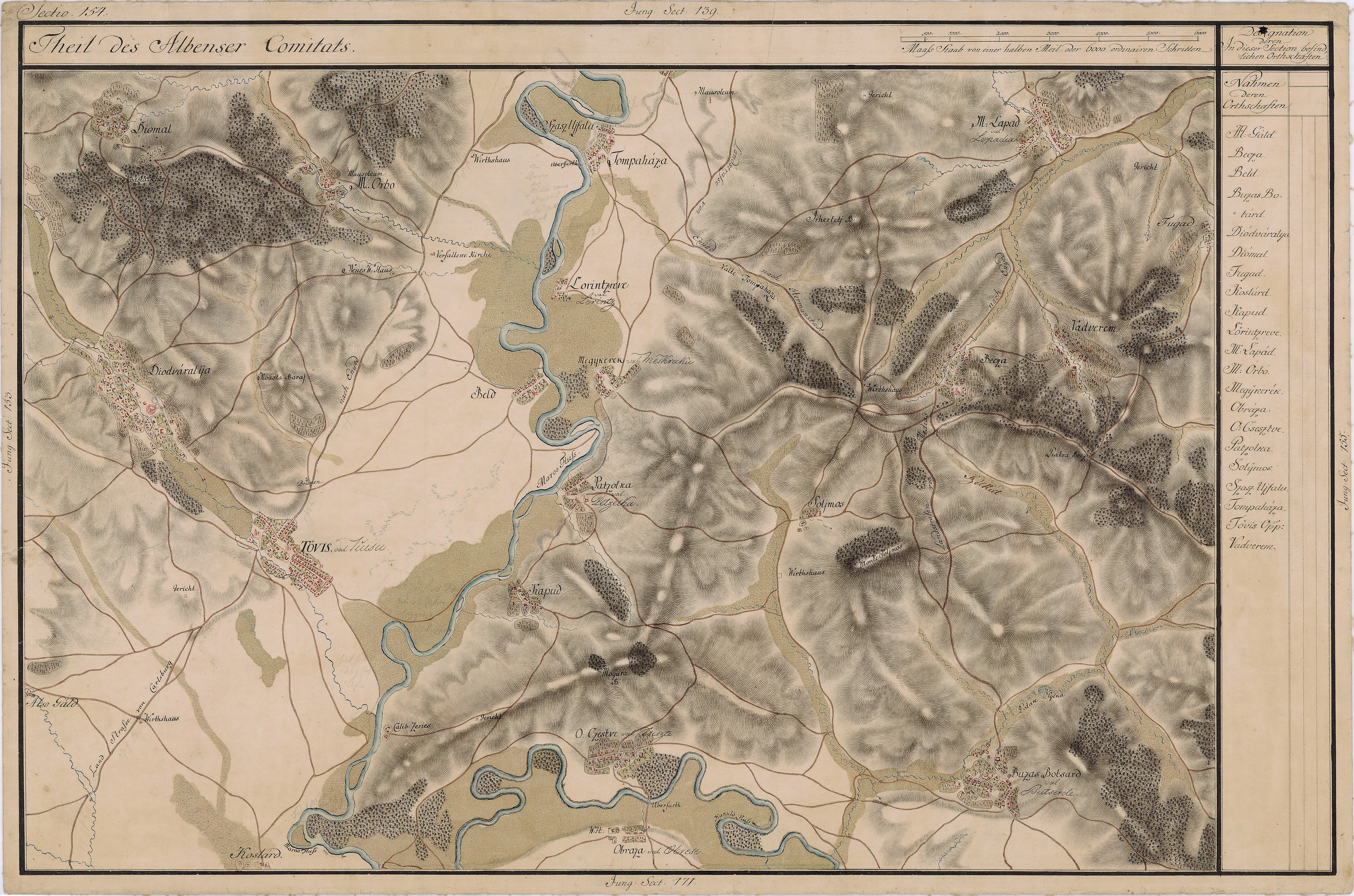
Meșcreac în Harta Iosefină a Transilvaniei, 1769-73

## Imagini

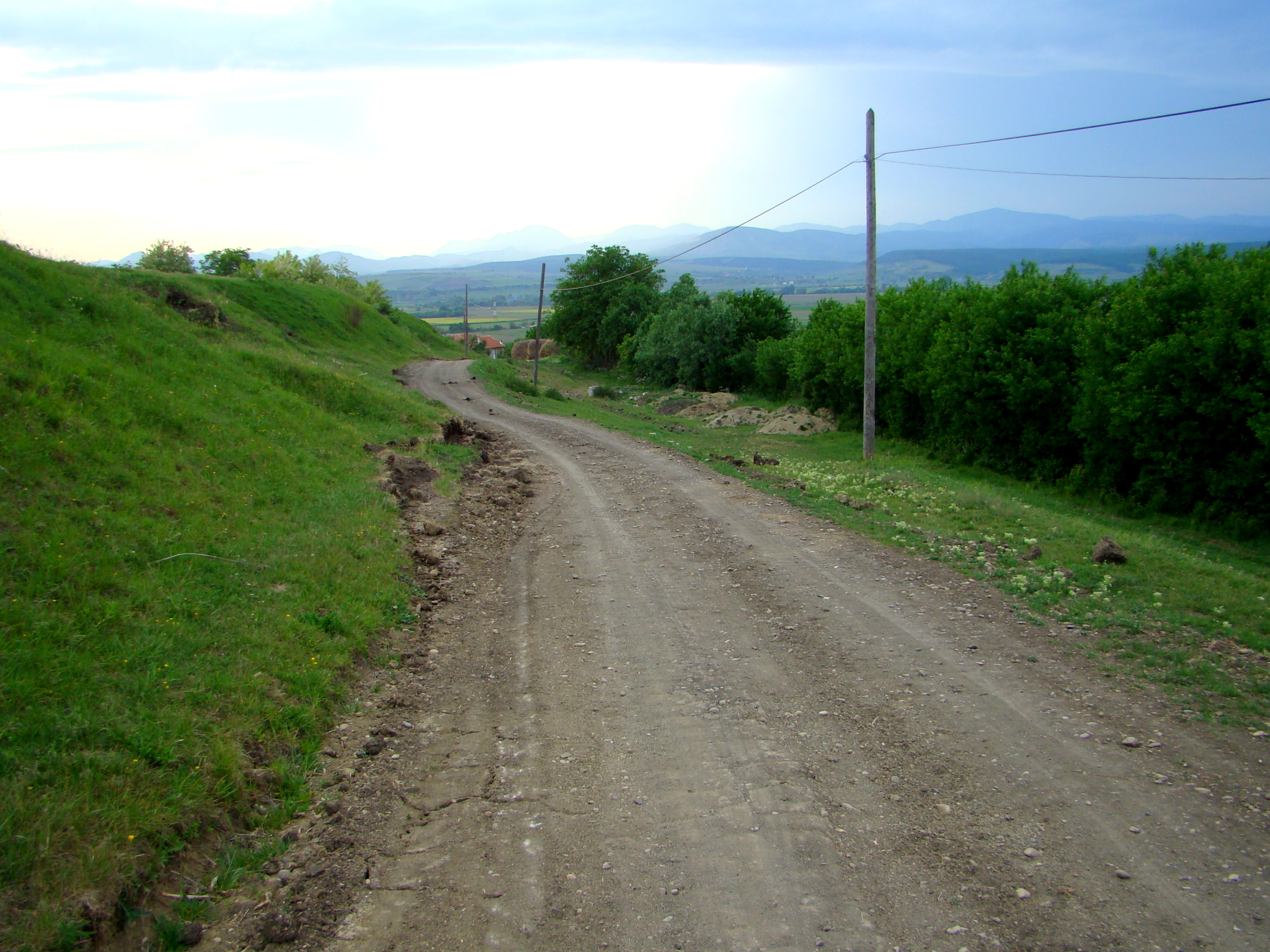
Drumul spre satul Meșcreac (venind dinspre Șoimuș)
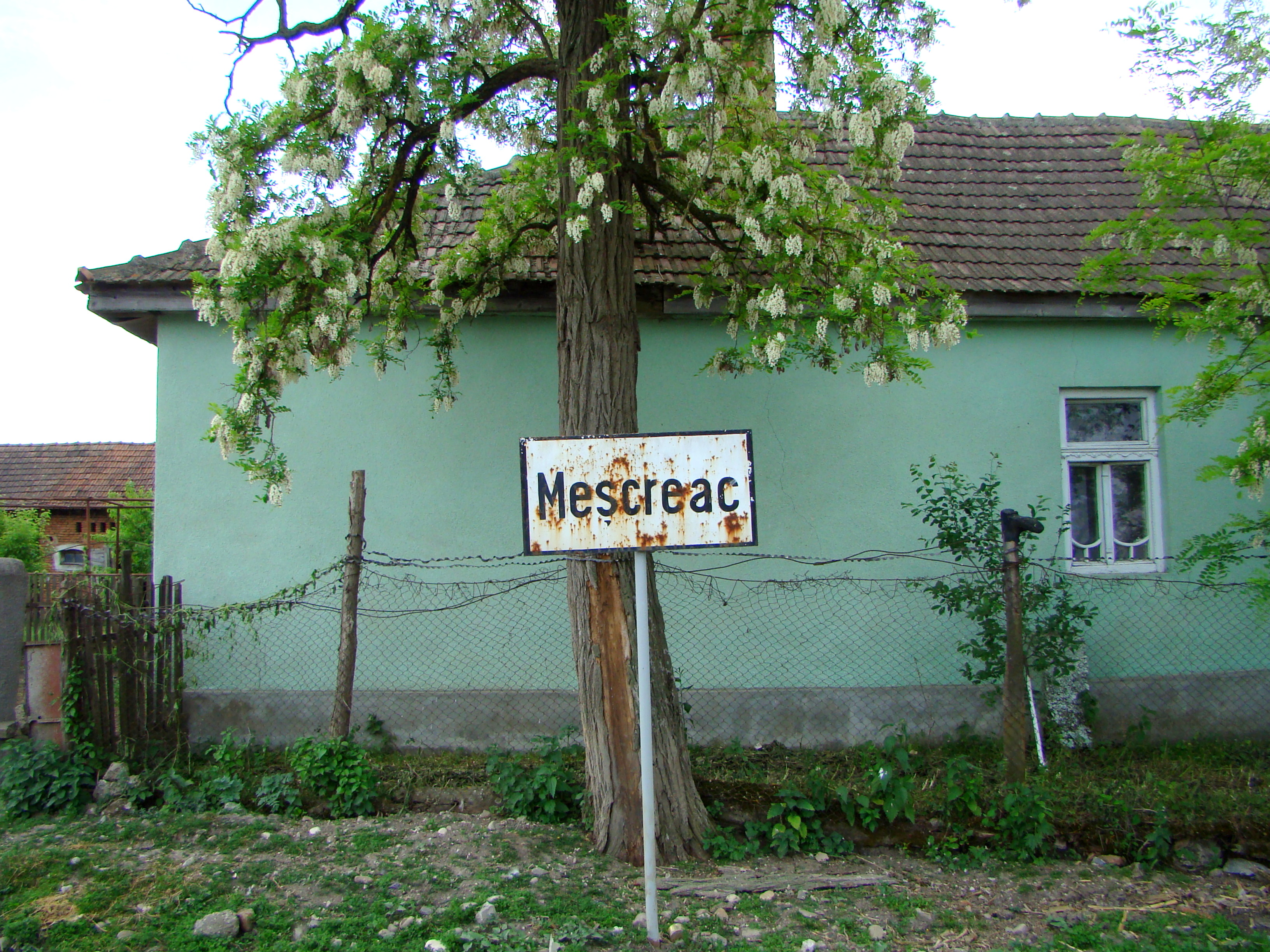
Intrarea în localitate
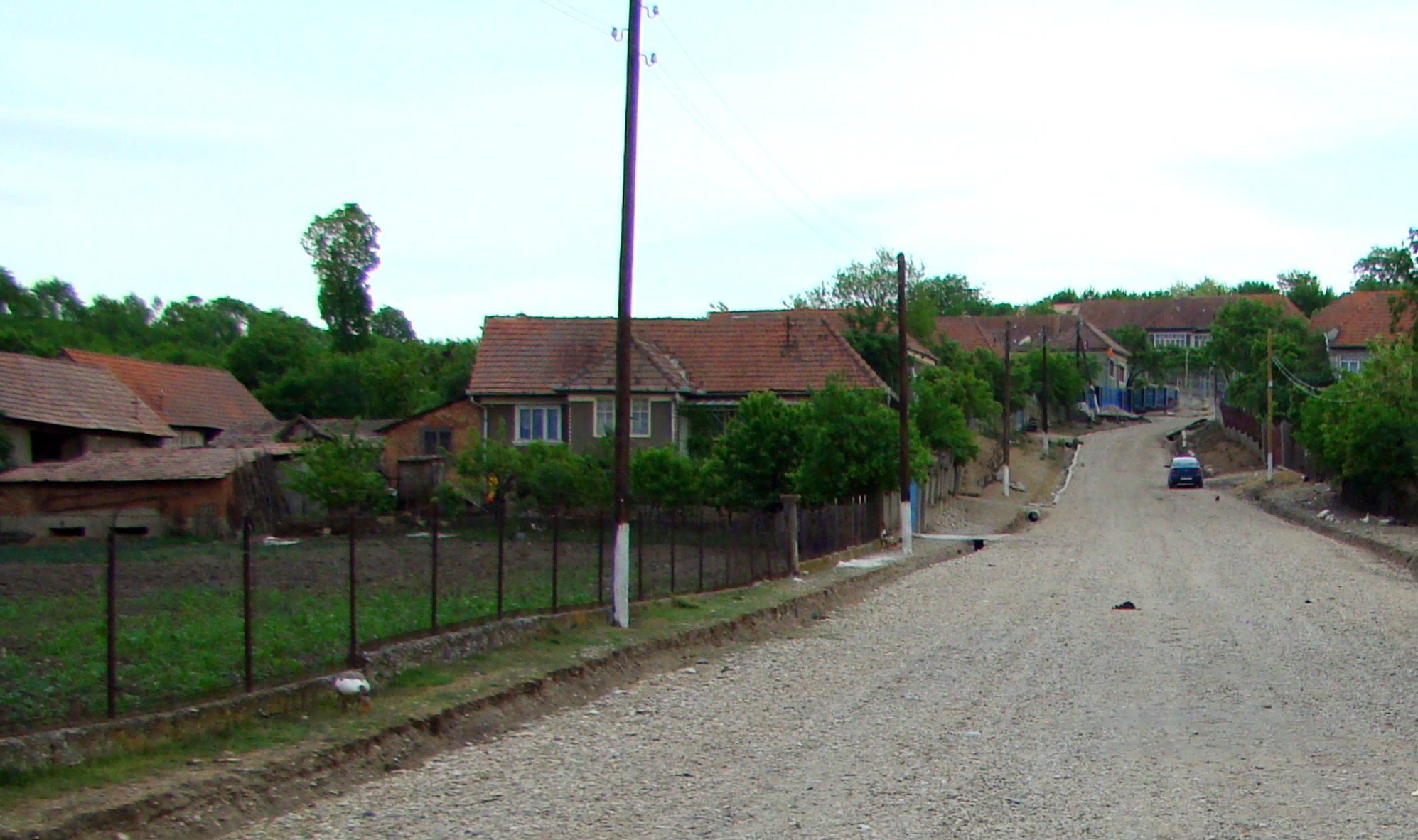
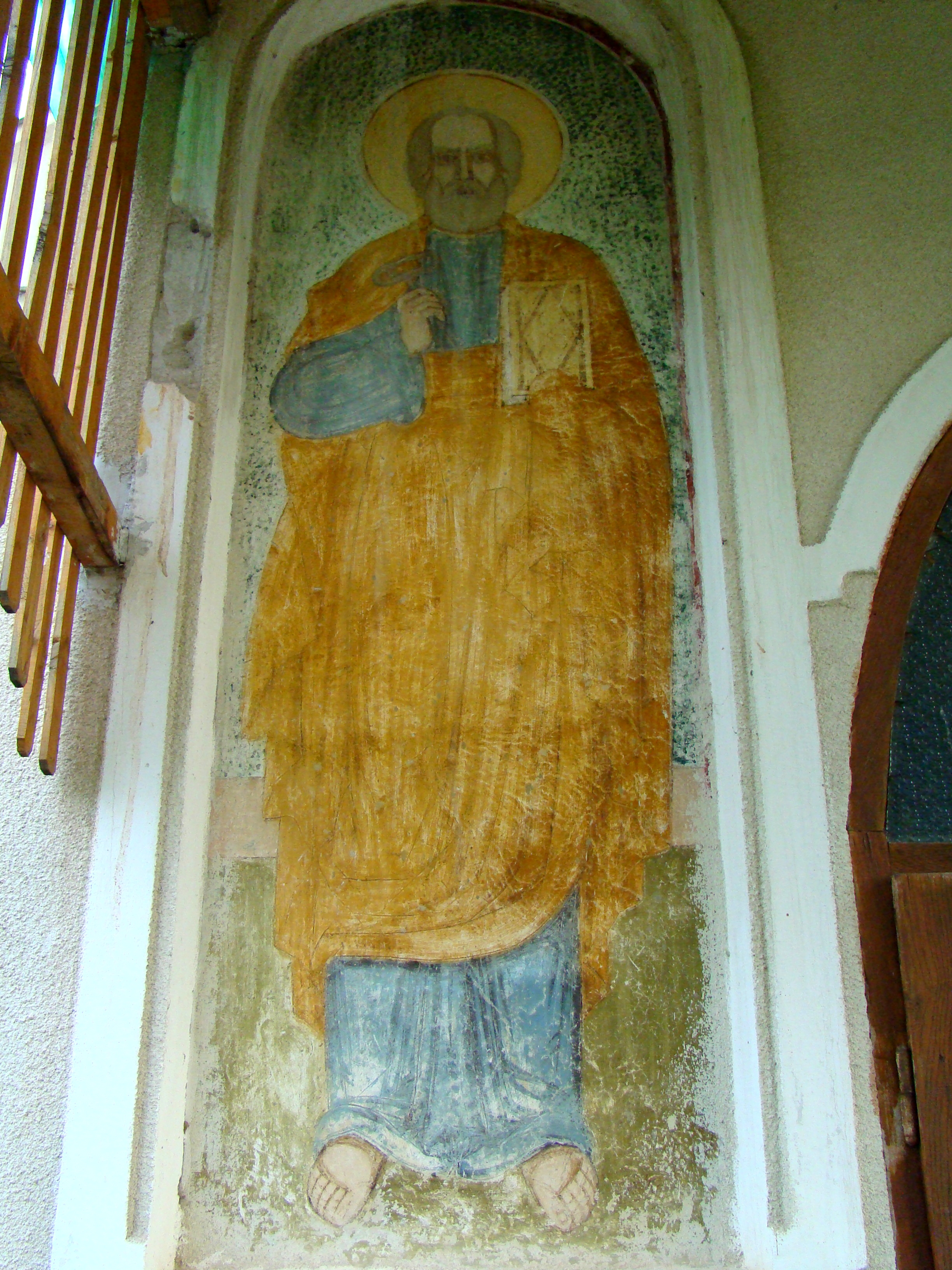
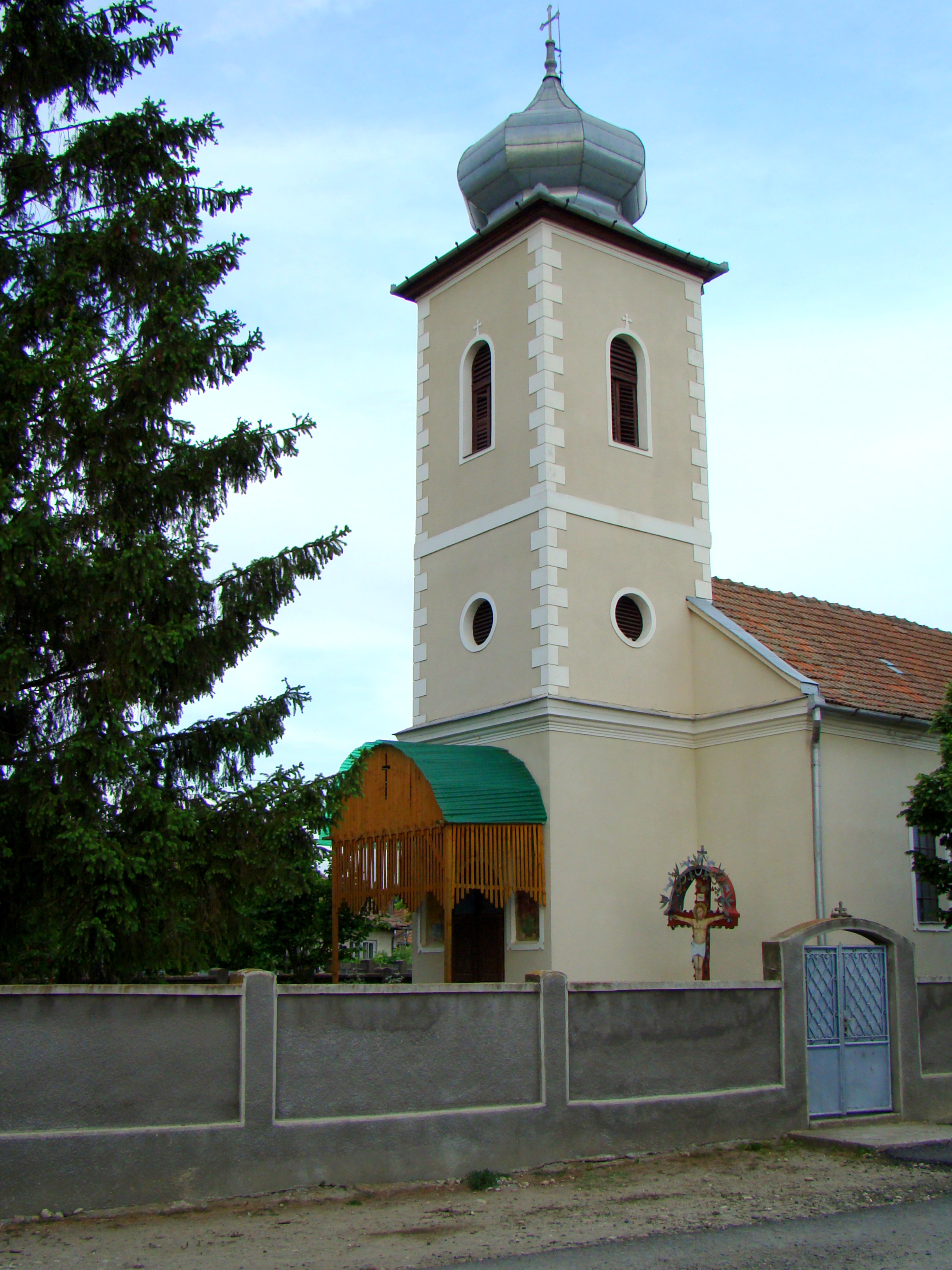
Biserica ortodoxă
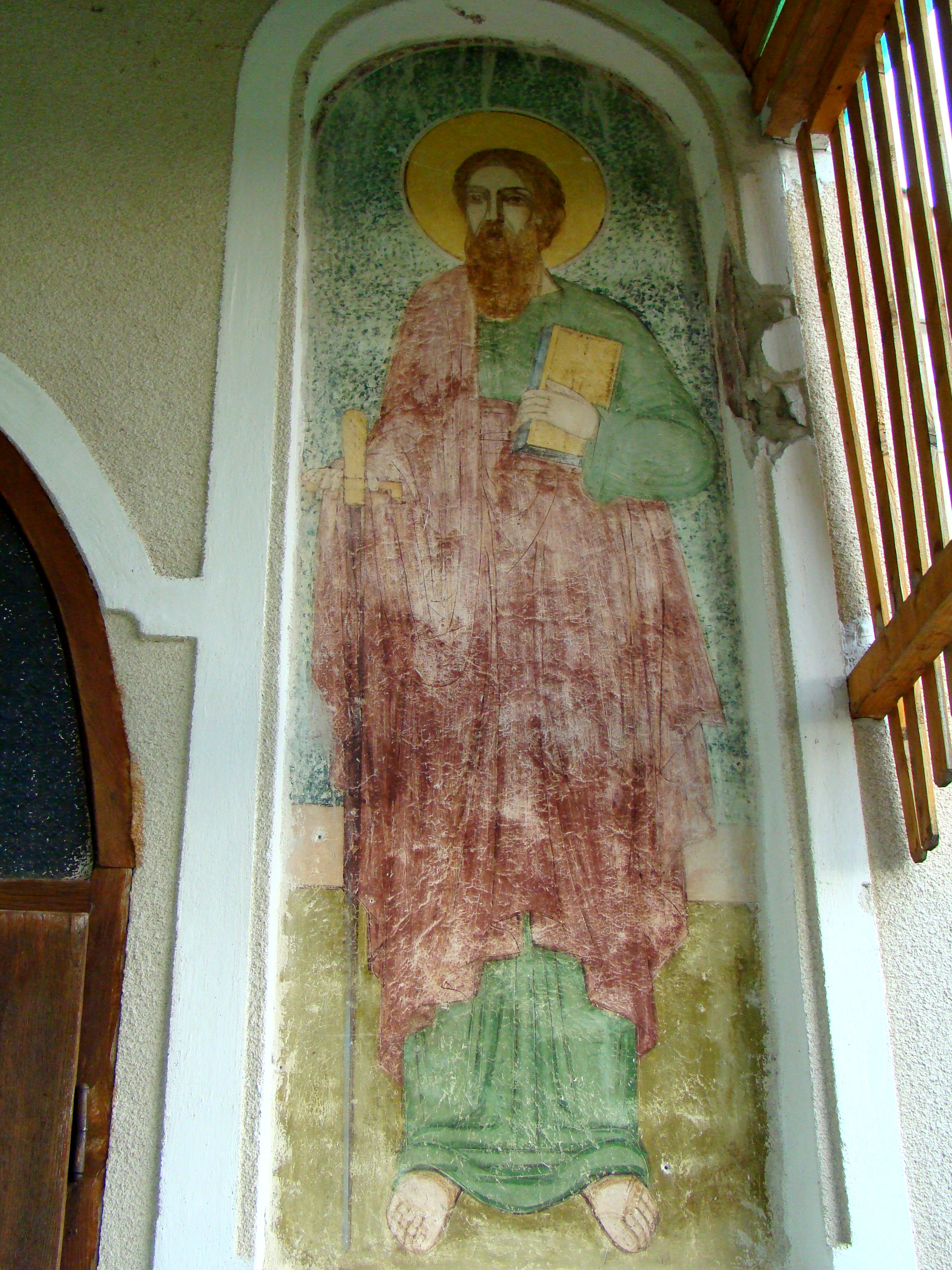